# Perizoma taetrica
Perizoma taetrica là một loài bướm đêm trong họ Geometridae.